# Il misterioso signor Van Eyck
Il misterioso signor Van Eyck è un film del 1966 diretto da Agustín Navarro.

## Trama
Charles Van Eyck muore cadendo in mare durante una lite su un panfilo con uno dei marinai. Con lui affonda un tesoro segreto che in molti vorranno recuperare.

## Produzione
Le riprese vennero realizzate in Spagna nel 1964.

## Distribuzione
Distribuito nelle sale cinematografiche spagnole dalla  Metro-Goldwyn-Mayer Ibérica S.A. il 10 marzo 1966. In Italia venne distribuito nel marzo-aprile 1966.